# Модел на Ръдърфорд
Моделът на Ръдърфорд е теоретичен модел на атома, предложен от британския физик Ърнест Ръдърфорд за обяснение на експеримента, проведен от Ханс Гайгер и Ернст Марсден, негови сътрудници.
Откриването на катодните лъчи, радиоактивността, рентгеновите лъчи и термо-електронната емисия към края на XIX и началото на XX в. води до заключението, че атомът е сложна система, една от съставните части на които е електронът. През 1910 г. Ърнест Ръдърфорд (Rutherford) насочва поток от а-частици към метално фолио с дебелина 4.10 – 6 m (около 3300 атомни слоя). Една част от тези частици преминава безпрепятствено през фолиото, без да промени посоката на своята траектория. Това Ръдърфорд установява със сцинтилатор, направен на основата на цинков сулфид, който свети при удар с положително наелектризираните а-частици. Една малка част от тези частици променят посоката на движението си на известен ъгъл, а друга незначителна част, приблизително една на 10 000, се връща обратно. Свободното преминаване на ос-частиците може да се обясни с приемането,
че електроните и положителните заряди изпълват само малка част от пространството, което заема атомът. Рязкото обратно връщане на някои от тях показва, че те се срещат с други едноименно наелектризирани частици, които заемат много малък обем в сравнение с обема на атома и имат много по-голяма маса от масата на а-частиците. Слабото отклонение на някои а-частици се дължи на преминаването им близо до положително заредената част на атомите.
Въз основа на тези резултати Ръдърфорд предлага модел, според който атомът се състои от положително наелектризирано ядро с много малки размери, което заема централната част на атома. Около ядрото обикалят по орбити отрицателно наелектризираните електрони, общото число на които е равно на положителния заряд на ядрото. Поради аналогията на този модел със Слънчевата система той е наречен планетарен.
Стабилността на атома, и по-специално на водородния атом, Ръдърфорд обяснява с уравновесяване на центробежната сила на въртящия се електрон mv2/r с центростремителната сила, която се определя от кулоновото взаимодействие на двете наелектризирани частици:
(н. 1)
mv2/r = Ze2/r2*,
където v е скоростта на електрона с маса т, движещ се по орбита с радиус r; Z – броят на протоните в ядрото; е – елементарният електричен заряд на елетрона, или
(II. 2)
mv2r = Ze2.
В това уравнение има две неизвестни величини – разстоянието г от ядрото, на което се движи електронът, и неговата скорост v. Ръдърфорд не можа да определи тези величини. По-нататъшните изследвания върху строежа на атома са свързани с експерименталните данни от атомните спектри.
Британският физик Ърнест Ръдърфорд открива опитно, че в центъра на атома е разположено ядро, в което е съсредоточена почти цялата маса на атома (99,9%). Атомното ядро има положителен електричен заряд Ze където е е елементарният електричен заряд, равен по големина на заряда на електрона, а Z – поредния номер на съответния химичен елемент в периодичната таблица. Понеже атомът е електронеутрален, в него трябва да има и Z електрона, чийто общ отрицателен заряд -Ze да неутрализира положителния заряд на ядрото. Ядрото привлича електроните с електрични сили, под действието на които те непрекъснато обикалят около него, подобно на планетите около слънцето. Поради приликата със слънчевата система, ядреният модел на атома, създаден от Ръдърфорд, се нарича още Планетарен модел на атома.
Най-просто е устроен атомът на водорода, който се състои само от един протон и един електрон. Положителният заряд на ядрото на водорода (протонът) е равен по големина на заряда на електрона (Z=1). Масата на протона е 1836 пъти по-голяма от масата на електрона.